# 疋田優人
疋田 優人（ひきだ ゆうと、1998年4月7日 - ）は、山口県出身のサッカー選手。ポジションは主にMF、DF。

## 来歴
広島皆実高校では3年次に全国高等学校サッカー選手権大会に出場した。高校卒業後は大阪体育大学に進学（同期に大崎航詩、矢田貝壮貴、木出雄斗、高橋秀典、林尚輝）。大阪体育大学では2018年から2020年にかけて関西学生リーグ1部3連覇を達成した。2020年12月18日、2021年シーズンからのファジアーノ岡山加入内定が発表された。
2021年よりファジアーノ岡山に正式加入。4月11日、J2リーグ第7節の愛媛FC戦で後半途中から出場しプロデビュー。さらにこの試合でプロ初ゴールも決めた。
2023年、愛媛FCへ期限付き移籍。同年12月29日、所属元のファジアーノ岡山、期限付き移籍先の愛媛FCの双方と契約満了となることが発表された。

## エピソード
愛媛FCでチームメイトであった小川大空とは、大阪体育大学時代の先輩後輩の関係。疋田が1つ上の先輩である。
自身の母親がInstagramを開設しており、試合前後になると疋田の投稿で溢れる。

## 所属クラブ
- FC中洋
- メーヴェFC
- 広島皆実高校
- 大阪体育大学
- 2021年 - 2023年  ファジアーノ岡山
  - 2023年   愛媛FC（期限付き移籍）
- 2024年 -  ボーウング・ケットFC

## 個人成績
| 国内大会個人成績 | 国内大会個人成績 | 国内大会個人成績 | 国内大会個人成績 | 国内大会個人成績 | 国内大会個人成績 | 国内大会個人成績 | 国内大会個人成績 | 国内大会個人成績 | 国内大会個人成績 | 国内大会個人成績 | 国内大会個人成績 |
| 年度             | クラブ           | 背番号           | リーグ           | リーグ戦         | リーグ戦         | リーグ杯         | リーグ杯         | オープン杯       | オープン杯       | 期間通算         | 期間通算         |
| 年度             | クラブ           | 背番号           | リーグ           | 出場             | 得点             | 出場             | 得点             | 出場             | 得点             | 出場             | 得点             |
| 日本             | 日本             | 日本             | 日本             | リーグ戦         | リーグ戦         | リーグ杯         | リーグ杯         | 天皇杯           | 天皇杯           | 期間通算         | 期間通算         |
| ---------------- | ---------------- | ---------------- | ---------------- | ---------------- | ---------------- | ---------------- | ---------------- | ---------------- | ---------------- | ---------------- | ---------------- |
| 2021             | 岡山             | 28               | J2               | 12               | 2                | -                | -                | 1                | 0                | 13               | 2                |
| 2022             | 岡山             | 28               | J2               | 3                | 0                | -                | -                | 1                | 0                | 4                | 0                |
| 2023             | 愛媛             | 47               | J3               | 18               | 1                | -                | -                | -                | -                | 18               | 1                |
| 通算             | 日本             | 日本             | J2               | 15               | 2                | -                | -                | 2                | 0                | 17               | 2                |
| 通算             | 日本             | 日本             | J3               | 18               | 1                | -                | -                | -                | -                | 18               | 1                |
| 総通算           | 総通算           | 総通算           | 総通算           | 33               | 3                | -                | -                | 2                | 0                | 35               | 3                |

## タイトル

### チーム
愛媛FC
- J3リーグ：1回（2023年）